# Amerykański Uniwersytet w Kairze
Amerykański Uniwersytet w Kairze (arab.: الجامعة الأمريكية بالقاهرة) – prywatny, niezależny, anglojęzyczny uniwersytet w Kairze. Przyczynia się on w znacznym stopniu do rozwoju intelektualnego w Egipcie. Według wielu rankingów najlepsza uczelnia wyższa w kraju.
Programy nauczania są w znaczącym stopniu zbliżone do tych w Stanach Zjednoczonych.

## Historia
Został założony w 1919 dzięki Amerykańskiej Misji w Egipcie (protestanckich duchownych).
Oficjalne otwarcie nastąpiło 5 października 1920 przez ówczesnego ministra edukacji, Ahmad Khaira Pasha.
Przez pierwsze lata uczęszczali na niego tylko mężczyźni (pierwsza kobieta dołączyła zapisała się dopiero w 1928).
W latach 60. nastąpił wzrost popularności uczelni i w 1970 szkoła posiadała już 1200 uczniów (10 lat wcześniej było ich tylko 400).
W 2022 roku Uniwersytet został laureatem nagrody UNESCO Jikji. 